# 瓦伊塔拉省

瓦伊塔拉省（西班牙語：Provincia de Huaytará），是秘魯的省份，位於該國中南部萬卡韋利卡大區，首府是瓦伊塔拉，面積6,458平方公里，2005年人口28,129，人口密度為每平方公里4.4人。
13°36′13″S 75°21′11″W / 13.603713°S 75.353047°W